# Leopolis
Leopolis – jednostka osadnicza w Stanach Zjednoczonych, w stanie Wisconsin, w hrabstwie Shawano.